# 동남아시아의 이슬람교
이슬람교(Islam)는 동남아시아(Southeast Asia)에서 가장 널리 신봉되는 종교로, 약 2억 4천만 교도가 있다. 이는 동남아시아 전체 인구의 42%에 해당한다. 브루나이(Brunei), 인도네시아(Indonesia) 말레이시아(Malaysia)는 물론 태국(Thailand) 남부와 필리핀(Philippines) 민다나오섬(Mindanao) 방사모로(Bangsamoro)에서 무슬림이 주를 이룬다. 기타 동남아시아 지역에도 주요 소수민족으로서 존재한다. 동남아시아 무슬림 대부분은 수니파(Sunni)이며 피끄흐(fiqh) 혹은 종교법의 샤피(Shafi'i) 학파를 따른다. 말레이시아와 브루나이에서는 국교이지만 인도네시아에서는 6대 존교 중 하나이다.
동남아시아의 이슬람교는 여러 면에서 이질적이며 다른 특성을 보인다. 일부 지역에서 이슬람교는 기성의 지역 전통과 혼합된 혼합주의(Syncretism) 형태로 공존한다. 신비주의(Mysticism)는 동남아시아 이슬람교의 특성을 보여주며, 수피즘(sufism)이 넓은 지역 추종자를 갖고 있다. 신비주의 형태의 이슬람교는 기존의 전통에 잘 들어맞는다. 이슬람의 지역 전통 적응은 동남아시아 무슬림에게 긍정적인 것으로 여겨진더. 이슬람은 동남아시아 추종자에게 일상의 한 부분이고 '비종교 영역(non-religious realms)'과 분리되어 있지 않다. 동남아시아는 세계 가장 많은 무슬림이 살고 있는 지역으로 그 수는 중동과 북아프리카를 능가한다. 동남아시아 이슬람교는 중동을 중심으로 하는 서구 이슬람교 연구에서 무시되고 있다.
동남아시아 정체성은 브루나이, 캄보디아, 동티모르, 인도네시아, 말레이시라, 미얀마, 필리핀, 싱가포르, 태국, 베트남을 포함한 지역마다 다양하다. 다양한 관습과 이슬람의 의미와 결합된 동남아시아의 이질적인 특성은 동남아시아 이슬람교가 관습과 신앙 차원에서 다양한 변형을 지니고 있다는 것을 보여준다. 동남아시아 이슬람은 동남아시아 너머 다양한 지역 기준에 적응해 왔다. 아반간(Abangan)은 인도네시아 무슬림의 지배적인 집단이다. 아반간 관습은 신비주의 영향이 강하며, 이슬람 이전의 조상들로부터 물려받은 의식을 결합한 이슬람 관습을 담고 있다.

## 역사
무슬림 상인들은 9세기 혹은 그 이전에 동남아시아에서 교역을 지배하였다. 674년까지 수마트라(Sumatra)의 서안에는 외래 무슬림 식민지가 존재하였다. 878년 이후 이슬람교가 사람들 사이에서 조금씩 뿌리 박히면서, 다른 무슬림 정착지들도 등장하기 시작하였다. 그러나 이러한 초기 공동체로부터 거의 남아 있는 것이 없으며, 12세기까지 동남아시아인 사이에 이슬람교가 두드러질 정도로 크게 확산되었던 것도 아니었다.
2017년, 참파(Champa, 오늘날 베트남 남부) 꽝응아이(Quang Ngai)에서 10세기 난파선을 조사하던 일본 고고학자들이 인도 문자로 된 명문이 새겨진 자기 파편을 발견하였다. 이는 오늘날 이란 호르무즈(Hormuz)를 가리켰다. 일부 파편의 명문은 별 모양 혹은 헥사그램(hexagram)으로 끝맺었다. 이슬람 역사학자 도쯔엉지앙(Do Truong Giang)은 솔로몬의 인장(Seal of Solomon)으로 해석하였다.
에드워드 샤퍼(Edward H. Schafer)에 의하면, 중국 오대십국(五代十國) 시기(907-979)에 작성된 정사(正史)에 참파 왕국(Champa Kingdom)에서 이슬람인의 활동을 언급한 문장이 있다. 중국인들은 '참파인의 관습은 대식인(大食人, Tajik)의 관습과 같다'고 언급하였으며, 또한 '참파 왕은 출타할 때마다 아랍의 양단(brocade)이나 사천(四川)의 양단으로 된 큰 셔츠를 입는다'고 하였다. 송회요집고(宋會要輯稿)의 문장에서는 참파인의 다비하(dhabīḥah) 풍습을 언급하고 있다.
[참파에는] 산우(山牛)도 있었지만 밭을 가는데 쓸 수 없다. 오로지 신에게 바치기 위한 희생용이다. 도축될 때에는 기도자들에게 주문을 가르쳐 주는데 알라후 악바르(Allahu Akbar)라고 한다. 이를 번역하자면 '그(소)가 어서 다시 태어나길(May he be early reborn)'이라는 뜻이다.(亦有山牛, 不任耕耨. 但殺以祭鬼. 將殺, 令巫祝之曰, 阿羅和及拔. 譯之云, 早教他託生.)

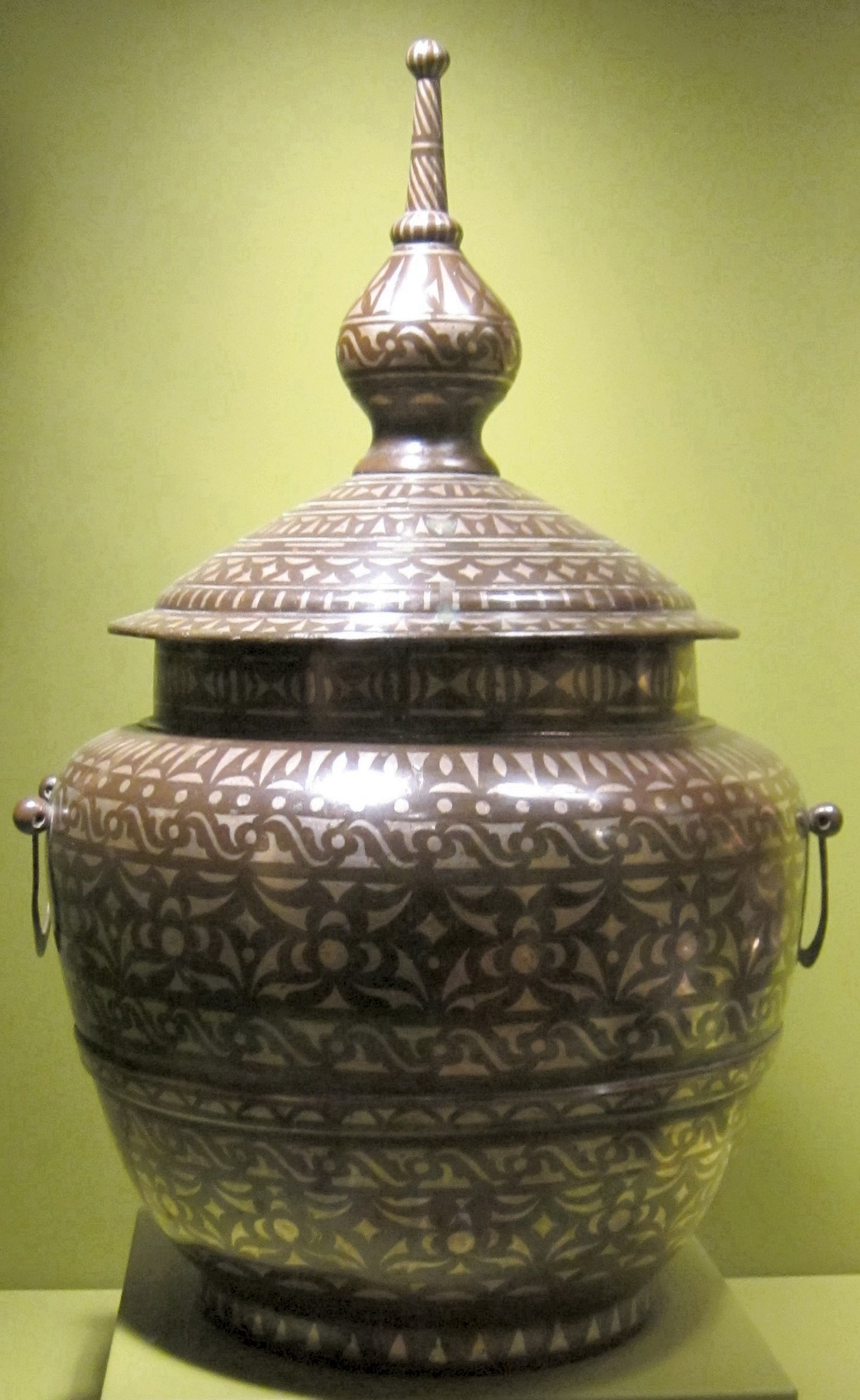
필리핀의 무슬림 '음식항아리(Food jar) 가두르(gadur), 은상감 청동 항아리

서아시아와 동아시아에 놓인 교역로를 따라 다녔던 무슬림 교역자들은 동남아시아와 동아시아에 이슬람 소개 역할도 하였던 것으로 보인다. 이슬람교는 타리카(Tariqah)라고 하는 수피 교단에 의하여 확산되었고 개종자 영역과 공동체의 확장으로 강화되었다. 최초의 무슬림 공동체는 수마트라 북부의 아체(Aceh)에서 발생하였다. 말라카(Malacca)는 이슬람 성채이기도 하였고, 이슬람인이 지역 내 교역로를 따라 전파되었을 때 시작점이기도 하였다. 언제 처음 이슬람교가 이 지역으로 들어왔는지 명확한 증거는 없지만, 말레이시아 파항(Pahang)에서 발굴된 최초의 무슬림 명문은 1028년에 작성되었던 것으로 보인다. 참파에서 발굴된 한 아랍 기둥 명문은 1029년에서 1035년에 작성된 것으로 보이며, 1039년에 작성된 아부 이브라힘(Abu Ibrahim)의 아랍 묘비명도 참파에서 발견되었다. 이후 1048년에는 브루나이에서 발견된 아랍식 조각은 한 무슬림 여성의 무덤이라는 것을 보여준다. 동자바(East Java)에서는 1082년 조성된 파티마 빈티 마이문(Fatimah binti Maimun)이라는 한 무슬림 여성의 묘비도 발견되었다.
1292년 마르코 폴로(Marco Polo)가 이 지역을 방문하였을 때, 그는 페를락(Perlak)이라는 도시 항구 국가는 이슬람화되었다는 것을 발견하였고, 중국 사료에서는 1282년 사무드라 왕국(Kingdom of Samudra)에서 온 무슬림 사절단이 황제에게 파견되었다고 기록하고 있으며, 다른 사료에서는 같은 시기 멜라유 왕국(Melayu Kingdom)의 무슬림 공동체를 언급하고 있으며, 또다른 기록에는 복건(福建) 등에서 온 중국인 무슬림 상인을 기록하기도 하였다. 이슬람교의 확산은 동쪽으로 교역로를 따라가 이전 불교 지역을 관통하였고, 반세기 이후에는 인도네시아 제도 끝에서 말라카 술탄국(Sultanate of Malacca)의 형태로 최초의 무슬림 왕조가 생겨나고, 자바섬 끝에서 파라메스와라 데와 샤(Parameswara Dewa Shah)라는 인물이 무슬림으로 개종하고, 파사이 국왕의 딸과 결혼 후에는 무함마드 이스칸다르 샤(Muhammad Iskandar Shah)라는 이름을 취하였다. 1380년, 수피 교단은 이슬람교를 이곳에서 민다나오(Mindanao)로 전파하다.
지배 계층 변화의 다른 원인은 무슬림 공동체에서의 개념으로, 통치 왕조가 결혼을 통하여 친족의 유대를 강화하고자 하였다. 17세기 식민 권력과 선교사가 이 지역에 왔을 때, 뉴기니까지 이르러 물활론자(animist) 소수집단을 포함하여 대부분 이슬람신자였다.
916년 최초의 동남아시아 이슬람 기록은 851년 수마트라에서의 경험을 묘사한 상인에 의한 것이었다. 시간이 흐르면서 무슬림 항구 마을이 인구가 거의 없는 연안에 등장하였다. 이슬람 선지자들은 그곳에서 수마트라 내륙으로 모험하였다. 시간이 흐르면서 이러한 항구는 인도, 중국, 아라비아반도 출신 무슬림을 끌어들였다. 이 공동체들은 실용적 기능을 넘어서 글로벌 이슬람 네트워크로 합병되었다. 이슬람은 동남아시아에서 유행한 것은 이전의 신앙과는 달리 신성을 통하여 통치 권력을 제한하는데 사용되었기 때문이다. 동남아시아와 인도네시아 제도 전체에 이슬람교가 소개된 것은 균등하지 않고 점진적이었으며 평화로운 과정이었고, 상인과 수피 선교사와의 교역과 상호작용에 강하게 영향을 받았다.
12세기, 인도 촐라왕조(Chola dynasty) 해군은 바다를 건넜고, 국왕 상그라마 비자야퉁가 바르만(Sangrama Vijayatunga Varman)이 다스린 카다람(Kadaram) 혹은 케다(Kedah)에 수도가 있던 스리비자야 왕국(Srivijaya kingdom)을 공격하였다. 스리비자야 왕국의 수도 케다는 약탈당하였고 왕은 포로가 되었다. 카다람과 함께 판나이(Pannai, 오늘날 수마트라)와 말라이유르(Malaiyur)와 말레이시아 반도가 공격 받았다. 직후에 케다 국왕 프라 옹 마하왕사(Phra Ong Mahawangsa)는 전통의 힌두 신앙을 버리고 이슬람교로 개종한 최초의 군주가 되었다. 그는 1136년 케다 술탄국(Sultanate of Kedah)을 세웠다. 1267년 사무드라 파사이(Samudera Pasai)는 이슬람으로 개종하였다. 15세기 초, 말라카술탄국 초대 술탄인 파라메스와라(Parameswara)는 파사이 공주와 결혼하였고 아들은 이슬람으로 개종하였다. 곧바로 말라카는 이슬람 연구와 해양 교역의 중심이 되었다. 다른 군주들도 그 뒤를 따라 이슬람으로 개종하였다.

### 이슬람의 확산
15세기 말, 자바와 수마트라 북부 일부 지역은 무슬림 군주가 통치하였다. 자바에서는 1641년 이전까지는 이슬람식 군주인 술탄이 없었다. 처음 이슬람교는 수마트라 해안에 도착했고 주변부를 확산을 하다가 말라카 해협(Malacca strait)으로 갔으며, 해협을 뛰어넘어 말레이반도(Malay Peninsula)로 갔다.
1511년, 포르투갈인은 말라카를 점령했지만 다른 무슬림 국가들은 규모나 경제 정치적 중요성에 있어 성장하기 시작하였다. 예를 들어, 17세기 초 아체는 정치적 경재적드로 이 지역을 지배하였다. 무슬림 국가의 가족관계와 교역 관계를 통하여 비이슬람 국가는 조금씩 신앙을 접하였다. 확산 과정에서 이슬람교는 기좀의 영적 신앙을 접하였다. 여기에는 불교와 힌두교도 있었다. 이러한 영적 신앙들은 이슬람과 병행하거나 이슬람으로 병합되었다. 종교성을 띤 상인 일부가 소개한 이슬람 신앙은 수피즘(Sufism)이었다. 그러나 수피즘은 다수인 보수 무슬림에게 수용되지 않는 신비주의적 이슬람교였다. 이슬람 율법 역시 이슬람교를 접하여 문화적 풍속으로 영향을 받은 지역 대부분에서 공식적으로 준수되었다.

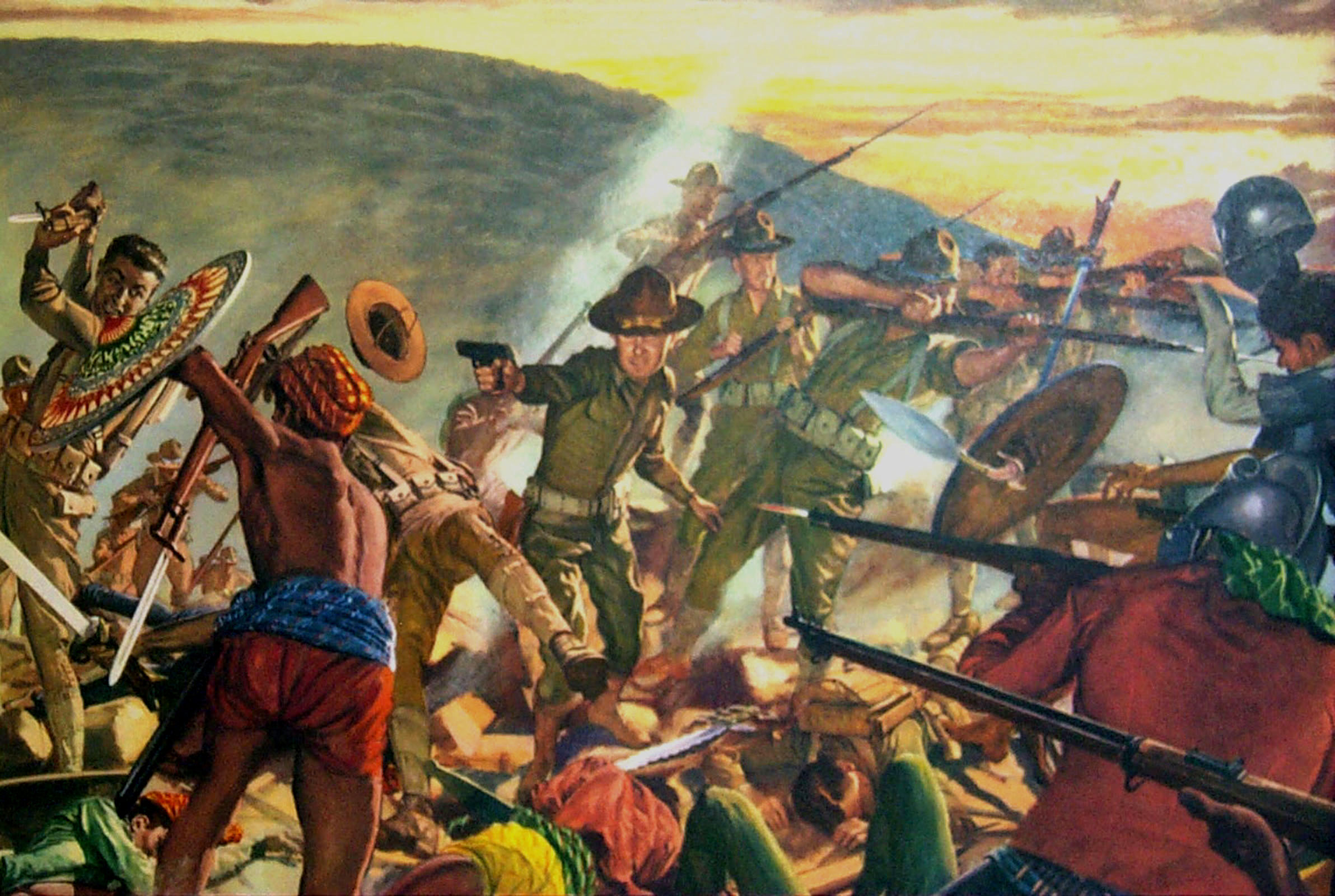
1913년 필리핀 미국 전쟁(Philippine–American War) 기간동안 미군을 상대로 전투를 벌인 모로 반란(Moro Rebellion)

동남아시아의 이슬람화(Islamisation) 과정을 설명하는데 제기되는 가설과 요소가 몇 가지 있다. 첫번째, 교역이다. 무슬림 상인이 이슬람교를 동남아시아에 전파하면서 서아시아, 인도, 동남아시아의 교역의 확대는 이슬람교 확산에 일조하였다. 인도와 서아시아에서 온 무슬림 상인은 동남아시아 이슬람교 구축에 중추적인 역할을 하였다. 둘째, 수피(Sufi)의 역할이다. 수피 사절단은 기존 지역 신앙과 종교를 이슬람 사상과 혼합하여 이슬람교 신앙을 확산시키는데 중요한 역할을 하였다. 셋째, 통치 계급은 동남아시아 지역에 이슬람 침투를 도운 국가들을 포섭하였다. 동남아시아에서 가장 중요한 항구인 말라카 술탄국 통치자는 15세기에 이슬람교를 포섭, 통치계급과 교역 계급에 있어 이슬람이 단결력을 제공하자, 이슬람으로의 신속한 개종을 선포하였다. 다울랏(daulat)은 신의 힘을 통해 얻는 군주의 정통성을 의미한다. 규칙, 정통성, 이슬람 확산의 강력한 관계를 보여준다. 영향력이 상대적으로 적지만 이슬람화에 영향을 준 요소는 정복이었다. 경제적 영토적 확장이 거의 이뤄졌지만, 정복은 이슬람화된 왕국 설립 이후 마지막 개종을 이끌었을 수도 있다. 이슬람화  왕국들은 사신을 보내고 종교적 인프라를 구축하여 새로 편입된 인구의 개종을 돕고자 하였다.
또한 이슬람의 동남아시아 확산은 종교 텍스트의 번역과 이용도에 크게 의존하였다. 이는 여러 계급을 관통하는 말레이어(Malay)를 통해서였다. 또한 자바어(Javanese)로 된 문헌도 많다. 이는 특히 자바 이슬람 신비주의와 연관되어 있다. 번역을 도운 말레이 저자 중 가장 주요한 인물들로는 함자 판수리(Hamzah Fansuri), 샴스 알딘(Shams al-Din), '압드 알 라우프 알 신킬리(Abd al-Rauf al-Sinkili)이다.